# Сен-Жорж, Жозеф Болонь
Жозеф Болонь де Сен-Жорж, Жозеф Булонь, шевалье де Сен-Жорж, чаще просто — шевалье де Сен-Жорж (фр.  Joseph Bologne de Saint-George, Joseph Boulogne, chevalier de Saint-George, Chevalier de Saint-George, 25 декабря 1745, Бас-Тер, Гваделупа — 10 июня 1799, Париж) — французский композитор, дирижёр, скрипач-виртуоз, королевский мушкетёр, уроженец Гваделупы. Получил прозвище чернокожий Моцарт (ещё его называли чернокожим Дон Жуаном).

## Биография
Предки чернокожего Моцарта по отцовской линии, нидерландские протестанты, поселились в Вест-Индии в 1645 году. Сам он — сын французского плантатора и его чернокожей рабыни, иначе говоря — родился рабом. После ложного обвинения в убийстве его отец был вынужден в 1747 году с женой и сыном бежать во Францию, где был через два года по ходатайству брата, советника короля Пьера де Болонь, прощён королём и смог вернуться на Гваделупу. В 1753 году он навсегда отослал сына в Париж, в 1757 году получил аристократический титул.
Жозеф сделал одновременно военную и музыкальную карьеру. Отличался статью (имел рост 1 м 80 см). С тринадцати лет изучал фехтовальное искусство у известного фехтовальщика Николя Тексье де ла Боэссьера, также обучался верховой езде, литературе, игре на скрипке и клавесине. В 1761 году был принят в королевскую жандармерию. Учился музыке у Жана-Мари Леклера. Вероятно, на него оказал влияние и Гавинье. В 1763 году он купил себе место советника короля и рыцарское звание. Для него, скрипача-виртуоза, писали музыку Антонио Лолли, Карл Стамиц, Франсуа-Жозеф Госсек, он концертировал в Англии и Франции.
В 1769 году стал членом созданного Госсеком оркестра Concert des Amateurs, а вскоре и его дирижёром. В журнале Музыкальный альманах (1775) оркестр был назван лучшим в Париже, а может быть, и в Европе. Оркестр заказал Гайдну шесть симфоний (так называемые Парижские симфонии, 1785—1786) и — под управлением шевалье де Сен-Жоржа — стал их первым исполнителем. На премьере присутствовала Мария-Антуанетта, ей больше других понравилась 85-я симфония, которая получила поэтому название Королева. Людовик XVI собирался назначить шевалье де Сен-Жоржа директором Королевской оперы, но назначение не состоялось из-за протеста нескольких артисток (в частности, Софи Арну и Мари-Мадлен Гимар), считавших ниже своего достоинства служить под руководством мулата; так излагает эту историю барон Фредерик Мельхиор фон Гримм в своей Переписке.
Отстранённый от музыки, шевалье отдал все силы искусству фехтования и стяжал славу как блестящий боец. Известна его схватка с легендарным шевалье д’Эоном в присутствии принца Уэльского, будущего короля Георга IV (1787). Был первым чернокожим полковником французской армии (1792). Воевал с австрийцами. Под его началом служил Тома-Александр Дюма, также мулат, отец будущего автора Трех мушкетёров. После Революции был за близость к королевскому двору разжалован, арестован (1793), около года провел в тюрьмах Шантийи и Онденвиля (департамент Уаза). С 1797 года руководил оркестром Кружок Гармонии.
Сен-Жорж был масоном и входил в масонскую ложу «Девять сестёр».

## Музыкальная деятельность
Автор концертных симфоний, струнных квартетов, скрипичных концертов, сонат для скрипки и клавесина, музыкальных комедий Эрнестина (1777, либретто Шодерло де Лакло), Охота (1778) и других сочинений. Руководил частным музыкальным театром госпожи де Монтесон, супруги герцога Орлеанского. В 1779 году он давал уроки музыки Марии-Антуанетте.

### Оперы
- Ernestine, комическая опера в 3 действиях премьера в Париже, Comédie Italienne, 19 июля 1777 г., утрачена. Примечание: сохранилось несколько номеров.
- La Partie de chasse, комическая опера в 3 действиях.
- L’Amant anonyme[11].
- La Fille garçon,  премьера в Париже, Comédie Italienne, 18 августа 1787 г., утрачена.
- Aline et Dupré, ou le marchand de marrons, , 1788, утрачена.
- Guillaume tout coeur ou les amis du village, комическая опера в одном действии, либретто Монне, премьера в Лилле, 8 сентября 1790, утрачена.

## Память
В 2001 году улица Ришпанса между первым и восьмым округами Парижа была переименована в улицу шевалье де Сен-Жоржа.
На Гваделупе прошла посвящённая ему выставка, в 2009 году был учреждён международный музыкальный фестиваль его имени, действует Общество друзей композитора. Во Франции, на Гваделупе, на Кубе ставятся драматические и музыкальные спектакли о нём. Его музыка исполняется и записывается, несколько его скрипичных концертов записал Жан-Жак Канторов, струнные квартеты — квартет Аполлон. В России один из его скрипичных концертов исполнил Московский симфонический оркестр (2006).

## Образ в культуре
Как колоритная фигура эпохи упоминается в романах Дюма (Ожерелье королевы, Дочь маркиза и др.), романе Теккерея Виргинцы. Несколько романов и пьес сочинены персонально о нём:
- Beauvoir R. de. Le Chevalier de Saint-Georges. Paris: H.-L. Delloye, 1840 (переизд. 1869)
- Brival R. Le Chevalier de Saint-Georges, Éditions Lattès, 1991.
- Picouly D. La treizième mort du chevalier. Paris : Grasset, 2004
- Marciano D. Le chevalier de Saint-Georges, le fils de Noémie. École-Valentin: Thepsis, 2006

Существуют также музыкальная комедия Мельвиля и Р. де Бовуара «Шевалье де Сен-Жорж» (1840, переизд. 2001), опера Алена Геде «Чернокожий в эпоху Просвещения» (пост. 2005, 2009), кубинский балет «Чернокожий Моцарт» (2006).
В 2022 году вышел художественный фильм «Шевалье».